# Carinaulus jakli
Carinaulus jakli är en skalbaggsart som beskrevs av Cervenka 2000. Carinaulus jakli ingår i släktet Carinaulus och familjen Aphodiidae. Inga underarter finns listade.